# Иън Макдоналд (музикален критик)
Иън Макдоналд (на английски: Ian MacDonald) е английски музикален критик.

## Биография
Роден е на 3 октомври 1948 година в Англия. Учи за кратко в Кеймбриджкия университет, след което работи като музикален журналист, автор на песни, музикален продуцент. Придобива широка известност с монографиите си, посветени на „Бийтълс“ и Дмитрий Шостакович.
Иън Макдоналд се самоубива след продължителна депресия на 20 август 2003 година в дома си в Утън ъндър Едж.